# Le Duel (film, 1927)
Pour les articles homonymes, voir Le Duel.
Pour plus de détails, voir Fiche technique et Distribution.
Le Duel est un film français réalisé par Jacques de Baroncelli, sorti en 1927.

## Fiche technique
- Titre : Le Duel
- Réalisation : Jacques de Baroncelli
- Scénario : René Jeanne
- Décors : Robert Gys
- Photographie : Louis Chaix
- Sociétés de production : Société des cinéromans - Films de France
- Pays de production :  France
- Durée : 84 minutes
- Dates de sortie : 
  - Allemagne : 1927
  - France : 24 février 1928

## Distribution
- Mady Christians
- Gabriel Gabrio
- Jean Murat
- Andrée Standard
- Georges Despaux
- Janine Borelli
- Henri Rudaux